# 廖永安
廖 永安（りょう えいあん、1320年 - 1366年）は、元末の軍人。字は彦敬。本貫は無為州巣県。朱元璋に仕えて、彼の勢力拡大に貢献した。弟の廖永忠も朱元璋に仕えて、明建国の功臣となった。

## 生涯
| 姓名         | 廖永安                                                                               |
| 時代         | 元代                                                                                 |
| 生没年       | 1320年（延祐7年） - 1366年（至正26年）                                               |
| 字・別名     | 彦敬（字）                                                                           |
| 本貫・出身地 | 無為州巣県                                                                           |
| 職官         | 管軍総管→建康翼統軍元帥→同僉江南行枢密院事 →同知枢密院事→行省平章政事→光禄大夫・柱国 |
| 爵位         | 楚国公（明）→鄖国公（明）                                                            |
| 諡号         | 武閔（明）                                                                           |
| 陣営・所属   | （独立勢力）→朱元璋                                                                  |
| 家族・一族   | 弟:廖永忠                                                                            |

弟の廖永忠、同志の兪廷玉・兪通海・兪通源・兪通淵父子・趙普勝らと共に巣湖に割拠し、水船は1千艘を有する勢力を持っていた。1355年5月、和陽にいた朱元璋は河を渡ろうとしたが、船が1艘もなかった。廖永安らは朱元璋に服属を申し出た。朱元璋は「天は我を助けた」と大いに喜んだ。これにより、朱元璋軍は水軍を有することとなった。その後、趙普勝は叛いて、朱元璋の元を去った。
馬場河で、元の中丞の蛮子海牙を攻めた。廖永安の巧みな操船により、敵を破ることができた。朱元璋軍の渡江にあたって、まずは牛渚を目指すことになった。廖永安は北西の風にうまく乗り、早くに岸へ到着した。渡江を終えた朱元璋は、速やかに兵士を進撃させて、采石・太平を攻略した。この功で管軍総管となった。
1356年3月、兪通海と共に蛮子海牙の水塞を破り、追撃して陳兆先を捕らえ、3万6千の兵が降伏し、集慶に入った。この功により、建康翼統軍元帥となった。鎮江・常州を攻略し、同僉江南行枢密院事となった。常遇春と共に、銅陵及び池州を攻めた。北門を破り、徐寿輝の将を捕らえ、池州を攻略した。
1358年正月、兪通海と共に石牌を攻め、張士誠の将の楽瑞を捕らえた。同知枢密院事となった。張士誠軍を常熟の福山港で破り、通州の狼山で再び破って、敵船を接収した。徐達に従い、宜興を攻めた。勝ちに乗じて太湖に深入りしてしまい、張士誠の将の呂珍の軍と遭遇した。後続の軍が間に合わず、乗船が浅瀬に乗り上げたため捕われてしまう。
張士誠は廖永安の才を気に入り、降伏を勧めるが、決して受け入れることはなかった。朱元璋はこれを聞き、行省平章政事・楚国公に封じた。廖永安は8年拘禁されたまま、47歳で亡くなった。張士誠を滅ぼした後、朱元璋は郊外で廖永安を弔う祭礼を行った。
1373年（洪武6年）、武閔と諡された。1376年（洪武9年）、開国輔運推誠宣力武臣として、光禄大夫・柱国を加贈され、鄖国公に改封された。